# Amy Brenneman
Amy Frederica Brenneman (New London, 1964. június 22. –) többszörösen Golden Globe- és Primetime Emmy-díjra jelölt amerikai színésznő, filmproducer. 

## Élete és pályafutása
Főként televíziós sorozatokban szerepel, elsőként a New York rendőrei (1993–1994) Janice Licalsi nyomozójaként lett ismert, két Primetime Emmy-jelölést szerezve. 1999-ben az Amynek ítélve című drámasorozat egyik megalkotója volt, valamint címszerepet is vállalt, amellyel több alkalommal Golden Globe- és Primetime Emmy-díjakra jelölték. A 2000-es évek második felétől a Doktor Addison (2007–2013) című orvosi drámasorozatban játszott, 2014 és 2017 között A hátrahagyottak főszereplője lett.
Filmjei közé tartozik a Szemtől szemben (1995), a Rettegés (1996), a Daylight – Alagút a halálba (1996), A nő ötször (2000) és A Jane Austen könyvklub (2007). 

## Magánélete
Brad Silberling filmrendező felesége, két gyermekük született, Charlotte és Bodhi.

## Filmográfia

### Film
| Év   | Magyar cím                        | Eredeti cím                                | Szerep                    | Magyar hang         |
| ---- | --------------------------------- | ------------------------------------------ | ------------------------- | ------------------- |
| 1995 | Viszlát család, viszlát szerelem! | Bye Bye Love                               | Susan                     | Orosz Helga         |
| 1995 | Casper                            | Casper                                     | Amelia                    | Tóth Enikő          |
| 1995 | Szemtől szemben                   | Heat                                       | Eady                      | Söptei Andrea       |
| 1996 | Rettegés                          | Fear                                       | Laura Walker              | Tóth Enikő          |
| 1996 | Daylight – Alagút a halálba       | Daylight                                   | Madelyne "Maddy" Thompson | Spilák Klára        |
| 1997 | Nevada                            | Nevada                                     | Chrysty                   | Orosz Helga         |
| 1997 |                                   | Lesser Prophets                            | Annie                     |                     |
| 1998 | Angyalok városa                   | City of Angels                             | angyal (cameo)            |                     |
| 1998 | Egy erkölcstelen mese             | Your Friends & Neighbors                   | Mary                      | Bertalan Ágnes      |
| 1999 | A bamba banda                     | The Suburbans                              | Grace                     | Tóth Enikő          |
| 2000 | A nő ötször                       | Things You Can Tell Just by Looking at Her | Kathy Faber nyomozó       |                     |
| 2003 |                                   | Off the Map                                | felnőtt Bo Groden         |                     |
| 2005 |                                   | Nine Lives                                 | Lorna                     |                     |
| 2007 | 88 perc                           | 88 Minutes                                 | Shelly Barnes             | Bertalan Ágnes      |
| 2007 | A Jane Austen könyvklub           | The Jane Austen Book Club                  | Sylvia                    | Román Judit         |
| 2008 | Ölelj meg és ölj                  | Downloading Nancy                          | Carol                     | Kiss Virág Magdolna |
| 2009 |                                   | Mother and Child                           | Dr. Eleanor Stone         |                     |
| 2013 | Apropó szerelem                   | Words and Pictures                         | Elspeth                   | Solecki Janka       |
| 2013 | A szerelem arca                   | The Face of Love                           | Ann                       |                     |
| 2016 |                                   | In the Shadows of the Rainbow (rövidfilm)  | ismeretlen szerep         |                     |
| 2018 |                                   | Intelligent Lives (dokumentumfilm)         | vezető producer           |                     |
| 2019 |                                   | Peel                                       | Lucille                   |                     |
| 2019 |                                   | Her Mind in Pieces                         | anya                      |                     |
| 2019 |                                   | Foster Boy                                 | Kim Trainer               |                     |
| 2020 |                                   | Best Summer Ever                           | vezető producer           |                     |
| 2021 | Édes kislányom                    | Sweet Girl                                 | Diana Morgan              | Bertalan Ágnes      |

### Televízió
| Év        | Magyar cím                                   | Eredeti cím                             | Szerep                                  | Megjegyzések                                          |
| --------- | -------------------------------------------- | --------------------------------------- | --------------------------------------- | ----------------------------------------------------- |
| 1992      |                                              | Middle Ages                             | Blanche                                 | 3 epizód                                              |
| 1992      | Gyilkos sorok                                | Murder, She Wrote                       | Amy Wainwright                          | 1 epizód                                              |
| 1993–94   | New York rendőrei                            | NYPD Blue                               | Janice Licalsi nyomozó                  | főszereplő (18 epizód)                                |
| 1997      |                                              | Duckman                                 | Lauren Simone (hangja)                  | 1 epizód                                              |
| 1999      |                                              | A.T.F.                                  | Robin O'Brien ügynök                    | tévéfilm                                              |
| 1999      | Mary Cassatt: Amerikai impresszionista festő | Mary Cassatt: An American Impressionist | Mary Cassatt                            | tévéfilm                                              |
| 1998–99   | Frasier – A dumagép                          | Frasier                                 | Faye Moskowitz                          | 4 epizód                                              |
| 1999–2005 | Amynek ítélve                                | Judging Amy                             | Amy Gray                                | - főszereplő (138 epizód) - alkotó és vezető producer |
| 2007      | A Grace klinika                              | Grey's Anatomy                          | Dr. Violet Turner                       | 1 epizód                                              |
| 2007–13   | Doktor Addison                               | Private Practice                        | Dr. Violet Turner                       | főszereplő (106 epizód)                               |
| 2011      | Robotcsirke                                  | Robot Chicken                           | Dorothy Gale / egyéb szereplők (hangja) | 1 epizód                                              |
| 2014–15   | Az uralkodónő                                | Reign                                   | Marie de Guise                          | 3 epizód                                              |
| 2014–17   | A hátrahagyottak                             | The Leftovers                           | Laurie Garvey                           | főszereplő (20 epizód)                                |
| 2016      |                                              | No Tomorrow                             | önmaga                                  | 1 epizód                                              |
| 2016      |                                              | Heartbeat                               | nem szerepel                            | vezető producer (10 epizód)                           |
| 2017      | Az alelnök                                   | Veep                                    | Regina Pell                             | 1 epizód                                              |
| 2017      |                                              | The Get                                 | Ellen                                   | tévéfilm                                              |
| 2018      | Szeplőtelen Jane                             | Jane the Virgin                         | Donna                                   | 1 epizód                                              |
| 2019      | Góliát                                       | Goliath                                 | Diana Blackwood                         | 8 epizód                                              |
| 2021      |                                              | Tell Me Your Secrets                    | Mary Barlow                             | főszereplő (10 epizód)                                |
| 2022      | Tündöklő lányok                              | Shining Girls                           | Rachel                                  | 8 epizód                                              |
| 2022      | A nagy öreg                                  | The Old Man                             | Zoe                                     | főszereplő (6 epizód)                                 |

## Fordítás
- Ez a szócikk részben vagy egészben  az   Amy Brenneman című angol Wikipédia-szócikk fordításán alapul.  Az eredeti cikk szerkesztőit annak laptörténete sorolja fel. Ez a jelzés csupán a megfogalmazás eredetét és a szerzői jogokat jelzi, nem szolgál a cikkben szereplő információk forrásmegjelöléseként.